# Стефан Марковић (политичар)
Стефан Марковић (Земун, 26. децембар 1804 — Беч, 29. новембар 1864) био је српски политичар и члан Друштва српске словесности.

## Биографија
Основну школу завршио је у Земуну 1815., a гимназију у Сремским Карловцима 1821.  године. Студирао је на универзитету у Аустрији, па био српски учитељ у Копривници. Тада је превео са немачког роман "Возарева дјевица", и у Карловцу 1830. године објавио као књигу.
Године 1834. је прешао у кнежевину Србију. Прво је био писар суда у Крагујевцу 1834, а од 1835. године је члан Владе и секретар канцеларије председника Владе од 1835. године. По политичким уверењима спадао је међу аустрофиле. Добио је чин мајора и витеза 1838. године, и до краја каријере достићи ће пуковниковски чин. Дописивао се као министар просвете Вуком Ст. Караџићем.
Директор Кнежеве канцеларије постао је 28. септембра 1837., а главни секретар Совјета владе 1839. године. Био је члан Совјета од 1842. до 1857. године. Марковић је био министар правде и просвете од 21. децембра 1854. до 29. маја 1856. године и од 16. септембра 1856. до 19. јуна 1857. године. Био је вршилац дужности министра иностраних дела од 29. маја до 16. септембра 1856, а министар иностраних дела од 19. јуна 1857. до 31. марта 1858. године. Јавља се и као привремени председник владе средином 1856. године. Дочек Етем-паше представља његов последњи званични чин у кнежевини Србији. Након тога Марковић одликован високим турским орденом Ифтихарског реда. После повратка кнеза Милоша у Србију напустио је земљу.
Именован је 27. маја 1842. године за првог члана Друштва српске словесности (претеча Академије), а његов председник био је од 1854. до 1857. године.
Настанио се у Бечу, где је и умро новембра 1864. године.
Његови унуци по кћерки, удатој за адвоката Јована Поповића су Богдан Поповић и Павле Поповић. Сестрић му је био Андра Николић.